# Jyrki Tuovinen
Jyrki Tuovinen es un músico finlandés , que ha trabajado como productor, mezclador e ingeniero. Ha producido para varios artistas y bandas finlandesas, tales como Apulanta, Velcra, Lordi, Kilpi y Suburban Tribe. Jyrki Tuovinen lleva trabajando en el negocio de la música desde 1994. 